# 羅漢·丹尼斯
羅漢·丹尼斯，或译罗恩·丹尼斯（英語：Rohan Dennis，1990年5月28日—），澳洲單車運動員，他代表澳洲隊參加了日本舉行的2020年夏季奧林匹克運動會，並且在男子個人計時賽上獲得銅牌。